# Cmentarz żydowski w Rynarzewie
Cmentarz żydowski w Rynarzewie – kirkut ludności żydowskiej niegdyś zamieszkującej Rynarzewo. Został założony w początku XIX wieku na zachód od miasta, w tak zwanym lasku miejskim, i miał powierzchnię 0,05 ha. Po 1945, wskutek zniszczeń wojennych, nie zachował się żaden materialny ślad po cmentarzu - żaden nagrobek ani jego fragment. Zarys cmentarza jest już nieczytelny. 
Obecnie jest to teren należący do Lasów Państwowych.
23 września 2019 na cmentarzu z inicjatywy Stowarzyszenie Ahawas Tora została odsłonięta tablica upamiętniająca społeczność żydowską pochowaną na miejscowym cmentarzu.